# إوز ميدوم

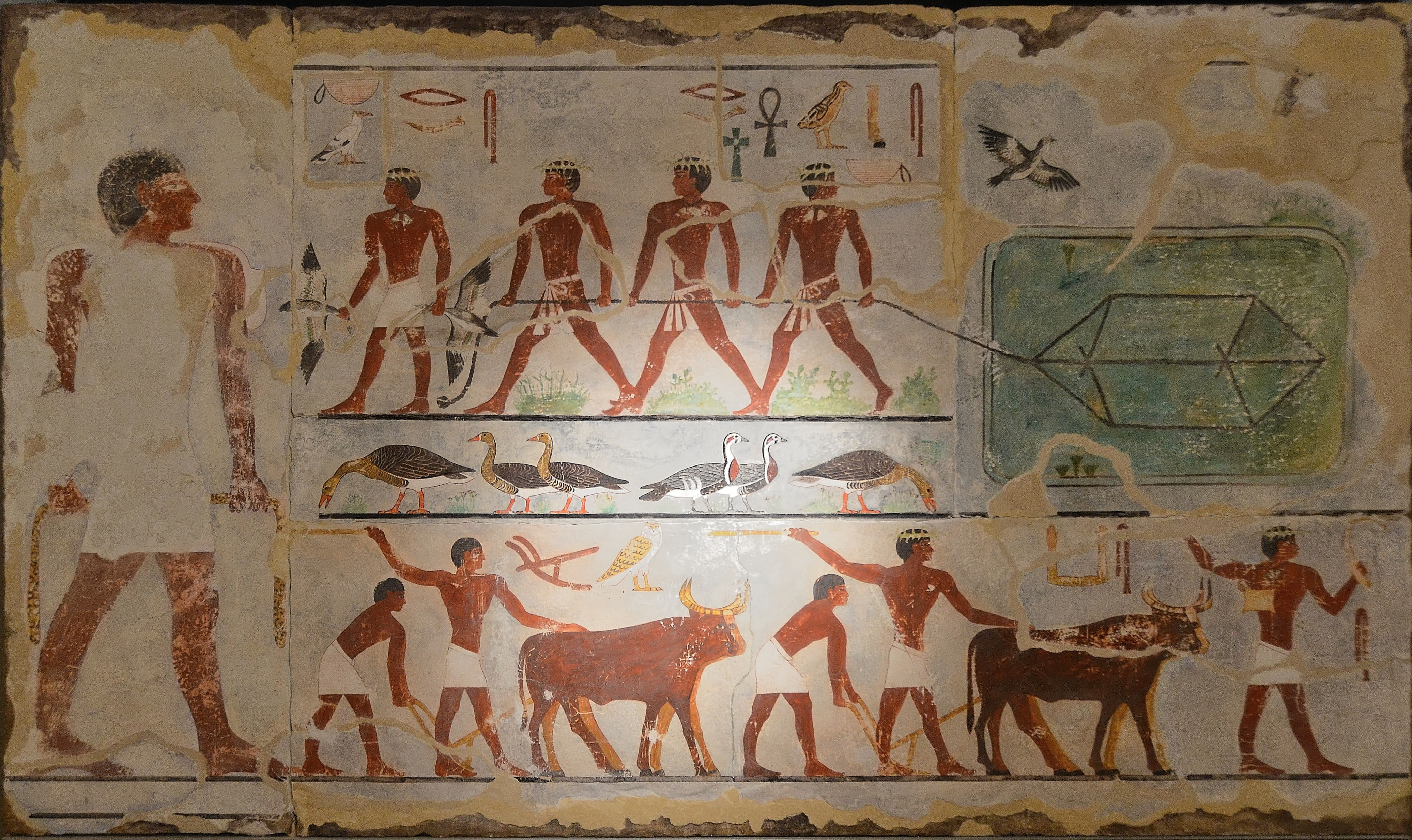
لوحة إوز ميدوم كاملة

كانت لوحة إوز ميدوم الشهيرة باسم الموناليزا المصرية جزءًا من مشهد لشباك الطيور بالجص في مصطبة نفر ماعت وزوجته إتت. نفر ماعت هو ابن الملك المصري سنفرو، أول ملك من الأسرة الرابعة. تم اكتشاف المصطبة بواسطة عالم المصريات لويجي فاسالي في عام 1871 ودرسها فلندرز بيتري. تم العثور على إفريز الإوز في مصلى إتت وهي محفوظة في المتحف المصري بالقاهرة ويوجد نسخة طبق الأصل في المتحف البريطاني بلندن.

## الاكتشاف
تم اكتشاف إوز ميدوم عام 1871 من قبل الرسام الإيطالي وعالم المصريات لويجي فاسالي الذي كان يعمل في ذلك الوقت في متحف بولاق، وهو جزء من إفريز يصور مشهدًا لالتقاط الطيور بشبكة. هذا الإفريز، الذي يرجع تاريخ اكتشافه إلى زمن الملك سنفرو من الأسرة الرابعة، مأخوذ من قبر مصطبة الوزير نفر ماعت وزوجته إتت، في موقع ميدوم الأثري.

## الوصف

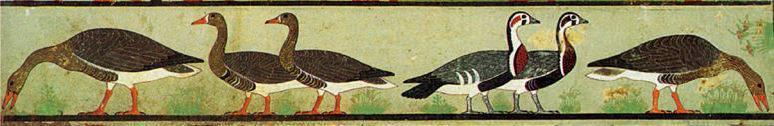
إوز ميدوم بدقة عالية

يبلغ طول اللوحة 1.73 مترًا وارتفاعها 28 سم، وهي مطلية بألوان طبيعية، مطبقًا على طبقة من الجص تغطي نفسها بطبقة من الأرض.
المشهد الكامل يصور ستة إوزات (إوزة ربداء، إوز كبير ذو واجهة بيضاء وحمراء الصدر، لا يعتبر أي منها موطن مصر الحديثة). ثلاثة على اليسار وثلاثة على اليمين. تتكون كل مجموعة من ثلاثة إوزات من إوزة واحدة تتغذى على العشب المبين برأسها لأسفل، وإوزتان برؤوسهما مرفوعة
تستحضر النباتات الخضراء الناعمة ذات الزهور الحمراء المناظر الطبيعية لشواطئ البركة. الطائران الموجودان على اليسار من الأوز أحمر الصدر، بالقرب من الأوز الحقيقي. أدت جودة تفاصيلها وألوانها وملمسها، بالإضافة إلى حالة حفظها الاستثنائية، إلى مقارنتها مع لوحة الموناليزا لليوناردو دافنشي.
تم استخدامها لتعريف المفهوم العام لـ الطيور وربطها بالرموز الدينية، والتي يجب أن تطرد الشر وتحدث إحياءًا. على هذا النحو، فقد تم استخدامها مرارًا وتكرارًا في اللوحات في المقابر.

## أنواع منقرضة من الإوز
يعتقد أنتوني روميليو، الباحث في مختبر الديناصورات بجامعة كوينزلاند في بريزبان، أستراليا، أن الإوزة المرقطة في اللوحة هي في الواقع التوثيق الوحيد المعروف من الأنواع القديمة والمنقرضة الآن.
وقال روميليو في إعلان الجامعة عن الاكتشاف «على ما يبدو لم يدرك أحد أنها تصور نوعًا غير معروف». «يمكن أن يفسر الترخيص الفني الاختلافات مع الإوز الحديث، ولكن الأعمال الفنية من هذا الموقع لها صور واقعية للغاية للطيور والثدييات الأخرى.»
نقطة أخرى تدعم فرضيته: الحفريات الأثرية لم تكشف عن عظام أي إوز حديث في المواقع المصرية القديمة.
قال روميليو، الذي استخدم «معايير توبياس» لتحديد أنواع الطيور: «من منظور علم الحيوان، فإن العمل الفني المصري هو التوثيق الوحيد لهذه الأوزة ذات الزخرفة المميزة، والتي يبدو أنها انقرضت عالميًا».
تظهر النتائج التي توصل إليها روميليو في مجلة العلوم الأثرية.
قال روميليو لموقع أرتنيت: «في أوقات فراغي أنا فنان أيضًا، لذا يمزج هذا بين حبي للحيوانات واهتمامي بالأعمال الفنية التاريخية». «هذه هي المرة الأولى التي أترك فيها أعمال الحفريات. عادة ما يكون مقياس وقتي أطول بكثير! لكن اهتمامي في النهاية هو الحيوانات».
يقول روميليو إن النباتات والحيوانات المتنوعة التي تظهر في الفن المصري، عاشت هناك عندما كان المناخ مختلفًا تمامًا عن الصحراء الحالية، وبدلاً من ذلك ظهرت الأراضي العشبية والبحيرات والغابات. غالبًا ما يصور الفن من المقابر والمعابد هذه الحيوانات المتنوعة. من بين الأنواع الأخرى التي لم تعد معنا اليوم ولكنها موجودة في الفن المصري: الأوروش، وهو سلف الماشية الحديثة، وكذلك أشكال الغزال والمها والظباء والحمير.

## ادعاء التزييف
في عام 2015، حقق فرانشيسكو تيرادريتي، عالم المصريات الإيطالي، في صحة الخلاف حول صحة الإوز. ويختم بتزوير محتمل للغاية، بواسطة فاسالي نفسه، من خلال الاستناد بشكل خاص إلى تحليله على نوع الطيور التي تم تمثيلها، ومجموعة الألوان غير الطبيعية في ذلك الوقت، والتماثل المذهل للمشهد، وهو ما يميز إلى حد ما الأزمنة الحديثة، رد زاهي حواس بأن فرانشيسكو قد تغاضى عن اكتشاف لوحات بنفس الجودة والأسلوب مؤخرًا في الحفريات على بعد 32 كيلومترًا وأن الأمر الأكثر إثارة للقلق هو أنه سيقدم مثل هذه المزاعم دون تقديم البيانات. قبل ذلك إلى دائرة الآثار المصرية.